# 艦長ホレーショ
『艦長ホレーショ』（かんちょうホレーショ、Captain Horatio Hornblower R.N.）は1951年の海洋冒険映画。ラオール・ウォルシュ監督、グレゴリー・ペック、ヴァージニア・メイヨ主演。
本作はセシル・スコット・フォレスターの海洋冒険小説「ホーンブロワーシリーズ」のうち最初に刊行された『パナマの死闘』、『燃える戦列艦』、『勇者の帰還』の3作を原作としている。フォレスターはこの映画について「この映画は小説に忠実であり、昔ながらのヒーロー像とは異なる内省的な主人公をよく表現している」と評している。

## あらすじ
1807年、イギリス海軍のフリゲートリディア号は単艦、南米大陸に赴く。目的はスペインへの反乱を企てている現地指導者の支援。その男エル・スプレモは誇大妄想の狂人だったが「敵の敵は味方」という理屈だ。リディア号の艦長ホレーショ・ホーンブロワーは来航したスペインの軍艦ナティビダッド号を夜襲により拿捕するが、エル・スプレモに差し出さざるを得ない。
そこにスペインの快速船が便乗者とイギリス・スペインの講和のニュースを運んで来る。エル・スプレモは一転して敵となり、ホーンブロワーはナティビダッド号と激しい戦いを繰り広げ、これを沈める。便乗者は後のウェリントン公の妹レディ・バーバラ・ウェルズリーとそのメイド。ホレーショとバーバラの間には恋愛感情が芽生えるが、それぞれ妻と婚約者がおり、イギリスに着くとともに別れ別れにならざるを得なかった。家に帰ったホレーショは、妻マリアが息子を産んだことが元で亡くなったことを知らされる。
ホレーショは戦列艦サザランド号の艦長となり、バーバラの結婚相手であるレイトン提督の指揮下で大陸封鎖の任務につく。ホレーショは拿捕したフランス船から、スペインの戦場に軍隊と軍需品を送る艦隊が港内に待機しているという情報を得る。本隊に連絡する余裕の無いことを知ったホレーショは単独で港内に侵入し、フランス艦隊を撃破するが、サザランド号も破壊され、ホレーショ以下、乗組員全員が捕虜となった。
ホレーショと副長のブッシュはスパイ容疑でパリに送られ、裁判にかけられることになった。もちろん判決は死刑と決まっている。従兵のクイストを含めた3名は、道中の馬車の脱輪事故に乗じて脱走、奪ったボートで川を下り、河口の港までたどり着いた。そこでかつてのイギリス艦でフランスに拿捕された快速船ウィッチ・オブ・エンダー号を見つけた3名は、策を講じてまんまとそれを乗っ取り、港で使役されていたイギリスの捕虜を乗せて出航、イギリスに帰還する。
形式的な軍法会議で無罪の評決を受けたホレーショは英雄として迎えられる。大きくなった息子を抱くホレーショのところに、夫レイトン提督を戦闘で亡くしたバーバラが現れる。

## 製作の背景
ホーンブロワーシリーズの最初の3巻（『パナマの死闘』、『燃える戦列艦』、『勇者の帰還』）の映画化権を得たときに、ワーナー・ブラザースが最初に発表した主役はエロール・フリンだった。しかし、1948年の冒険ロマン映画『ドン・ファンの冒険』の興行的な失敗によって財政が逼迫し、フリンの起用は不可能になった。ワーナーは当時新たなヒーロー役としてバート・ランカスターを売り出し中だったが、イギリスの軍艦の艦長役は彼には不適切と考えられた。結局、デヴィッド・O・セルズニックからグレゴリー・ペックを借りる形でこの配役が実現した。そのため、オープニングタイトルにはセルズニックの名も表示されている。
撮影は、イギリスに保存されている戦列艦ヴィクトリー号の艦内と、フランスロケとで撮影された。また、経費を節約するために、1950年のディズニー映画『宝島』で使用したヒスパニオラ号のセットがフリゲート リディア号として再利用されたが、このセットは背景の水平線を動かすのでなく船自体が揺れたため、乗組員と器材の重さに関して多くの問題が発生した。ウィッチ・オブ・エンダー号にはイタリアのブリガンティン マルセル・B・サルドー号が使われた。マルセル・B・サルドー号はこのほかにも映画『真紅の盗賊』や、海を舞台にしたその他のテレビ映画などにも登場する。
この映画のワールド・プレミアは1951年9月13日、ニューヨークで行われた。

## キャスト
※括弧内は日本語吹替（初回放送1968年1月14日『日曜洋画劇場』）
- 艦長ホレーショ・ホーンブロワー：グレゴリー・ペック（声：城達也）
- レディ・バーバラ・ウェルズリー：ヴァージニア・メイヨ（声：三原葉子）
- ウィリアム・ブッシュ一等海尉（副長）：ロバート・ビーティ（声：寺島幹夫）
- ジェラード二等海尉：テレンス・モーガン（声：市川治）
- クリスタル航海長：モールトリー・ケルソール（声：諏訪孝二）
- ロングリー士官候補生：ジェームズ・ケネイ（声：西川幾雄）
- クイスト掌帆手：ジェームズ・ロバートソン・ジャスティス
- サー・ロドニー・レイトン提督：デニス・オデイ
- ポルウィール（艦長付給仕）：リチャード・ハーン
- ガンダースン軍医：マイケル・ドーラン
- ミスタ・ハリスン（掌帆長）：スタンリー・ベイカー
- エル・スプレモ（ドン・フリアン・アルバラド）：アレック・マンゴ
- スペイン軍艦ナティビダッド号艦長：クリストファー・リー
- ヒービー（レディ・バーバラ付メイド）：インゲボルグ・クッセロウ
- ミセス・マクフィー（ホーンブロワーの家政婦）：アミー・ヴェネス
- マリア（ホーンブロワーの妻、声のみ）：ダイアン・シレントー

- 日本語吹替その他：西桂太、家弓家正

## 注記
1. ↑  アメリカでのタイトルには"R.N."は付かない。